# Pédery Árpád
Pédery Árpád (Budapest, 1891. február 1. – Galícia, Luzsek, 1914. október 21.) olimpiai ezüstérmes magyar tornász, rajztanár, katona.
Részt vett az 1912. évi nyári olimpiai játékokon Stockholmban. Egy torna versenyszámban indult, a csapatverseny meghatározott szereken. Ebben a számban ezüstérmes lett 15 csapattársával együtt.
Klubcsapata a NTE volt.
Diplomázás után bevonult katonának és az első világháború elején csatában életét vesztette.